# Unione dei comuni della Valle Impero e della Valle del Maro
L'Unione dei comuni della Valle Impero e della Valle del Maro è un'unione di comuni della Liguria, in provincia di Imperia, formata dai comuni di Aurigo, Borgomaro, Caravonica, Chiusavecchia, Lucinasco e Pontedassio.

## Storia
L'unione è nata con atto costitutivo del 27 febbraio 2015 firmato nel municipio di Pontedassio dai rappresentanti locali delle due valli imperiesi.
L'ente locale ha sede a Pontedassio. Il primo presidente del Consiglio dell'Unione è Franco Ardissone.

## Descrizione
L'unione dei comuni comprende quella parte del territorio imperiese solcato dai torrenti Impero e Maro, a nord del capoluogo provinciale.
Per statuto l'Unione si occupa di questi servizi:
- organizzazione generale dell'amministrazione, gestione finanziaria e contabile e controllo;
- organizzazione dei servizi pubblici di interesse generale di ambito comunale, ivi compresi i servizi di trasporto pubblico comunale;
- catasto;
- la pianificazione urbanistica ed edilizia di ambito comunale nonché la partecipazione alla pianificazione territoriale di livello sovra comunale;
- la programmazione in materia di difesa del suolo;
- la promozione turistica;
- la programmazione, la predisposizione e l'attuazione di progetto per il territorio;
- organizzazione e gestione dei rifiuti e la riscossione dei relativi tributi;
- progettazione e gestione del sistema locale dei servizi sociali ed erogazione delle relative prestazioni ai cittadini;
- edilizia scolastica, organizzazione e gestione dei servizi scolastici;
- polizia municipale e polizia amministrativa locale e sicurezza sociale;
- tenuta dei registri di stato civile e di popolazione;
- servizi in materia statistica;
- la comunicazione e l'informatizzazione.

## Amministrazione
| Periodo          | Periodo       | Primo cittadino  | Partito                | Carica                               | Note |
| ---------------- | ------------- | ---------------- | ---------------------- | ------------------------------------ | ---- |
| 27 febbraio 2015 | 8 maggio 2015 | Franco Ardissone | sindaco di Pontedassio | rappresentante dell'Unione           |      |
| 8 maggio 2015    | in carica     | Franco Ardissone | sindaco di Pontedassio | presidente del Consiglio dell'Unione |      |